# Nine Track Mind
Albums de Charlie Puth
Some Type of Love
(2015) Voicenotes
(2018)
Singles
1. Marvin Gaye
Sortie : 10 février 2015
2. One Call Away
Sortie : 20 août 2015
3. We Don't Talk Anymore
Sortie : 2 août 2016

Nine Track Mind est le premier album studio de Charlie Puth, et sorti le 29 janvier 2016 (sortie initialement prévue le 6 novembre 2015).
Le premier single de l'album est Marvin Gaye en featuring avec Meghan Trainor, qui a été dévoilé le 10 février 2015. Le single a atteint la 21e place du Billboard Hot 100 et atteignit la première place dans plusieurs pays. Le second single One Call Away est sorti le 20 août 2015.
La tracklist officielle de l'album a été dévoilé le 11 décembre 2015.

## Singles
- Marvin Gaye feat. Meghan Trainor - sortie le 10 février 2015 comme premier single de l'album.
- One Call Away - annoncé le 4 août par Charlie Puth puis dévoilée le 20 août 2015. En sortant ce second single, la pré-commande de Nine Track Mind fut disponible.

## Liste des pistes
| No  | Titre                                          | Producteurs                         | Durée |
| --- | ---------------------------------------------- | ----------------------------------- | ----- |
| 1.  | One Call Away                                  | - DJ Frank E - Matt Prime           | 3:12  |
| 2.  | Dangerously                                    |                                     |       |
| 3.  | Marvin Gaye (featuring Meghan Trainor)         | Puth                                | 3:07  |
| 4.  | Losing My Mind                                 |                                     |       |
| 5.  | We Don't Talk Anymore (featuring Selena Gomez) | Puth                                | 3:44  |
| 6.  | My Gospel                                      |                                     |       |
| 7.  | Up All Night                                   |                                     |       |
| 8.  | Left Right Left                                | - Puth - Justin "DJ Frank E" Franks |       |
| 9.  | Then There's You                               |                                     |       |
| 10. | Suffer                                         | Puth                                | 3:30  |
| 11. | As You Are (featuring Shy Carter)              | Red Triangle                        |       |
| 12. | Some Type of Love                              | Puth                                | 3:05  |

| 13. | I Won't Tell a Soul                       | Puth                                               | 3:08 |
| 14. | See You Again (featuring Wiz Khalifa)     | - Puth - Justin "DJ Frank E" Franks - Andrew Cedar | 3:49 |
| 15. | Nothing but Trouble (featuring Lil Wayne) | - Puth - Cook Classics                             | 3:38 |
| 16. | Marvin Gaye (featuring Wale)              | Puth                                               | 3:30 |
| 17. | One Call Away (featuring Tyga)            | - DJ Frank E - Matt Prime                          | 3:12 |
| 18. | See You Again (solo version)              | - Puth - DJ Frank E                                | 3:40 |

## Classements
| Classement (2016)             | Meilleure position |
| ----------------------------- | ------------------ |
| Allemagne (Media Control AG)  | 36                 |
| Australie (ARIA)              | 8                  |
| Autriche (Ö3 Austria Top 40)  | 17                 |
| Belgique (Flandre Ultratop)   | 17                 |
| Belgique (Wallonie Ultratop)  | 17                 |
| Danemark (Tracklisten)        | 30                 |
| Espagne (Promusicae)          | 21                 |
| France (SNEP)                 | 5                  |
| Italie (FIMI)                 | 21                 |
| Nouvelle-Zélande (RIANZ)      | 2                  |
| Pays-Bas (Mega Album Top 100) | 13                 |
| Suède (Sverigetopplistan)     | 24                 |
| Suisse (Schweizer Hitparade)  | 10                 |

## Certifications
| Pays        | Certification | Unités certifiées |
| ----------- | ------------- | ----------------- |
| FranceSNEP) | Platine       | 100 000           |